# Purpură

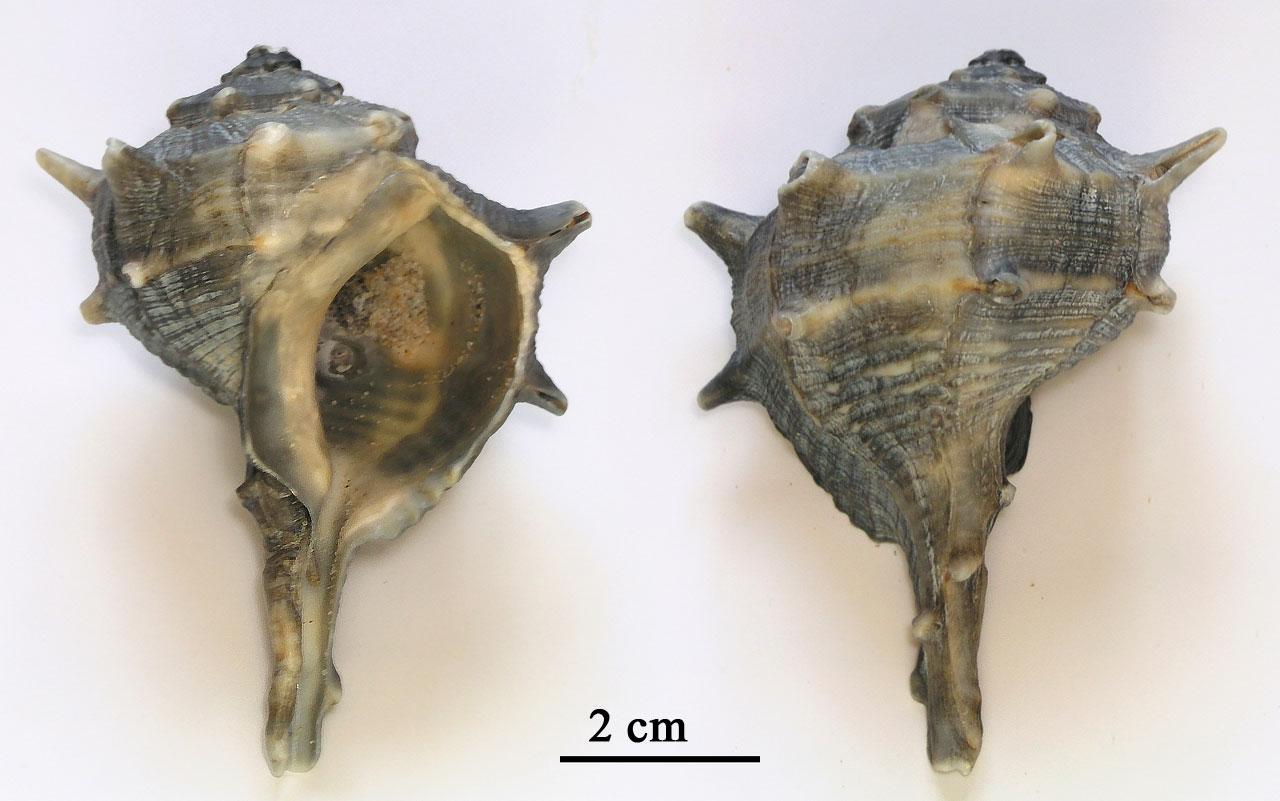
Murex brandaris

Prin bromurarea indigoului rezultă o serie de compuşi divers coloraţi, în funcţie de poziţiile de substituire cu brom.Cel mai important este 6,6^{'}dibrom indigoul

Purpura, sau mai des întîlnit purpura antică, este un pigment de culoare roșie, izolată pentru prima dată de către fenicieni din molusca Murex brandaris. 
Din punct de vedere chimic este 6,6'dibrom indigoul, compus ce se poate obține pe cale chimică prin bromurarea indigoului în nitrobenzen.